# Eleições para presidente da Assembleia da República de Portugal
Esta é a Lista de Eleições para o Presidente da Assembleia da República Portuguesa.

## Democracia Portuguesa (Terceira República Portuguesa)
2002 • 2005 • 2009• 2011 • 2015 • 2019 • 2022 • 2024 • 2025